# Zdymadlo Rohatec
Zdymadlo Sudoměřice - Rohatec, nebo též Plavební komora Sudoměřice - Rohatec či Jez Sudoměřice, je vodní dopravní stavba, skládající se z jezu a plavební komory na řece Radějovce na říčním kilometru 0,837. K lednu 2024 je ve výstavbě. Leží na česko-slovenské hranici, na katastrálním území obce Sudoměřice ve vzdálenosti 3,5 km západně od středu obce. Předchozí plavební stupeň je plavební komora Petrov, následující plavební stupeň je jez Hodonín.
Hotova a v provozu by stavba měla být na podzim 2025.

## Historie
Jez byl zprovozněn v roce 1938 spolu s otevřením plavební cesty Baťův kanál, aby zajišťoval vzdutí pro Přístav Sudoměřice - výklopník.
Přes jez vede lávka pro pěší a cyklisty, umožňující přechod mezi Českem a Slovenskem.
V srpnu 2023 byla vedle jezu zahájena výstavba plavební komory, která spolu se splavněním dalších cca 700 metrů říčky Radějovky až po ústí do řeky Moravy umožní prodloužení vodní cesty Baťův kanál jihozápadním směrem až do přístavu Hodonín. V únoru 2025 proběhla montáž stavidel. Dokončení stavby je plánováno v roce 2025.

## Parametry jezu
| Typ jezu   | stavidlový                |
| Výška jezu | 1,5 m (+ balvanitý skluz) |
| Vzdutí     | 165,34 m n. m.            |

## Parametry plavební komory
| Celková délka plavební komory |                |
| Užitná délka plavební komory  | 38,5 m         |
| Šířka plavební komory         | 5,3 m          |
| Hloubka plavební komory       | 4,5 m          |
| Výška záporníku               |                |
| Rozdíl plavebních hladin      | 2,5 m          |
| Výška horní hladiny           | 165,34 m n. m. |
| Výška dolní hladiny           | 162,84 m n. m. |